# Teorema Marshall-Lerner
El teorema o condición de Marshall-Lerner (por los economistas Alfred Marshall y Abba P. Lerner) establece que, si se lleva a cabo una devaluación de una moneda, para que esta tenga un impacto positivo en la balanza comercial, se ha de cumplir que la suma de las elasticidades  precios de las importaciones y las exportaciones ha de ser, en valor absoluto, superior a 1.
Una devaluación del tipo de cambio significa una reducción de los precios en las exportaciones y por lo tanto el aumento de su  demanda externa, al mismo tiempo que los precios de las importaciones aumentarán y su demanda interna disminuirá. (ver Oferta y demanda).
El efecto neto en la balanza comercial dependerá  entonces en las  elasticidades de las demandas a los precios, si la demanda de los bienes exportados es elástica esta experimentará un aumento proporcionalmente mayor a la disminución de los precios, y el total de los ingresos por exportaciones aumentarán en la balanza comercial. Si la demanda de los bienes importados también es elástica el egreso (gasto) total por importaciones disminuirá. Ambas variaciones mejoraran el saldo de la balanza comercial. 
En efecto, en un caso extremo que las elasticidades fueran ambas cero, lo que implicaría una demanda y una oferta completamentamente rígida a los precios, significaría que la rebaja en los precios de venta no supondría ningún aumento de la cantidad vendida con lo que el ingreso total disminuiría. De la misma forma para las importaciones, si la subida del precio de los bienes importados no disminuye para nada la cantidad de bienes importados, el gasto total en bienes importados aumentará, con lo que en definitiva el saldo de la balanza de pagos en este caso será más negativo que antes.
Empíricamente, se ha demostrado que el consumo (o demanda) de los bienes tienden a ser inelástica en el corto plazo, ya que  cambiar los patrones de consumo tarda cierto tiempo. Sigue que la condición de Marshall-Lerner no se cumple en ese corto plazo y una devaluación empeorará inicialmente la balanza comercial [cita requerida]. A largo plazo los consumidores se ajustarían a los nuevos precios y el saldo de la balanza comercial mejoraría. Esto da origen a la curva J que vista en una gráfica con el tiempo en el eje de las abscisas y la balanza comercial en el eje de las ordenadas representaría el desplazamiento en forma de "J" que esta última tiene a lo largo del tiempo después de una devaluación del tipo de cambio.

## Derivación matemática
Si definimos la balanza de pagos como:
{\displaystyle B=Xp-M\ }
Siendo {\displaystyle B} la balanza comercial, {\displaystyle X} las exportaciones, {\displaystyle M} las importaciones, y {\displaystyle p} los precios nacionales.
Una devaluación mejorará la balanza comercial únicamente sí: 
{\displaystyle {\frac {dB}{dp}}<0}
Siendo la elasticidad de las exportaciones {\displaystyle Ex}, y la de las importaciones {\displaystyle Em}, la desigualdad puede expresarse así:
{\displaystyle 1+Ex-Em{\frac {M}{pX}}<0}
Si el saldo inicial es igual a cero, es decir {\displaystyle M=pX}, entonces: 
{\displaystyle 1+Ex-Em\ <0}
{\displaystyle |Ex|+|Em|>1\ }
- Datos: Q1739376